# Robert Charpentier
Robert Charpentier (Maule, 4 d'abril de 1916 - Issy-les-Moulineaux, 28 d'octubre de 1966) va ser un ciclista francès que va córrer en els anys previs i posteriors a la Segona Guerra Mundial. El 1937 i entre 1947 i 1951 fou professional.
El 1936 va prendre part en els Jocs Olímpics de Berlín, on va disputar tres proves del programa de ciclisme. En les tres, la cursa en ruta, la contrarellotge per equips i la prova de persecució per equips, guanyà la medalla d'or.
Des del 2005 un pavelló de París duu el seu nom.

## Palmarès
- 1934
  - 1r a la París-Contres
- 1936
  -  Medalla d'or als Jocs Olímpics de Berlín a la Prova en ruta
  -  Medalla d'or als Jocs Olímpics de Berlín a la Contrarellotge per equips (amb Robert Dorgebray i Guy Lapébie)
  -  Medalla d'or als Jocs Olímpics de Berlín a la Persecució per equips (amb Roger-Jean Le Nizerhy, Jean Goujon i Guy Lapébie)
  - 1r a la París-Évreux

### Resultats al Tour de França
- 1947. Abandona (2a etapa)